# Le Lignon
Pour les articles homonymes, voir Lignon.
Le Lignon est une cité située sur la commune de Vernier (Suisse). Il s'agit d'un ensemble urbanistique homogène construit à partir des années 1960, au nord du village d'Aïre, sur une ancienne plaine agricole dominant le Rhône.
La construction de la cité a largement contribué à l'accroissement démographique de Vernier. Conçue pour 10 000 habitants, elle en accueille 5 581 en 2005, soit 18 % de la population de la commune. Elle a même perdu 1 000 habitants en l'espace de 15 ans. En 2010, on compte à nouveau 6 800 habitants.
Quarante ans après sa construction, l’État de Genève classe la cité comme monument ; des architectes viennent de loin – y compris du Japon – pour s'en inspirer.

## Histoire
Le domaine agricole est primitivement appelé Gourbattes puis Grebattes du nom du nant (ruisseau) qui le traverse. En 1791, Francis d'Ivernois acquiert cette campagne et lui donne le nom du Lignon en souvenir du roman pastoral L'Astrée d'Honoré d'Urfé qui évoque le Lignon, petite rivière du Forez (France). 
En 1962, l'État de Genève décide de construire l'une des plus importantes cités du canton sur les 280 000 m2 que constituent le domaine agricole du Lignon. Les travaux commencent en septembre 1963 et la première phase de construction (1 846 appartements) s'achève en septembre 1967. Une seconde étape entre 1967 et 1971 porte le nombre d'appartements à 2 780.

## Architecture

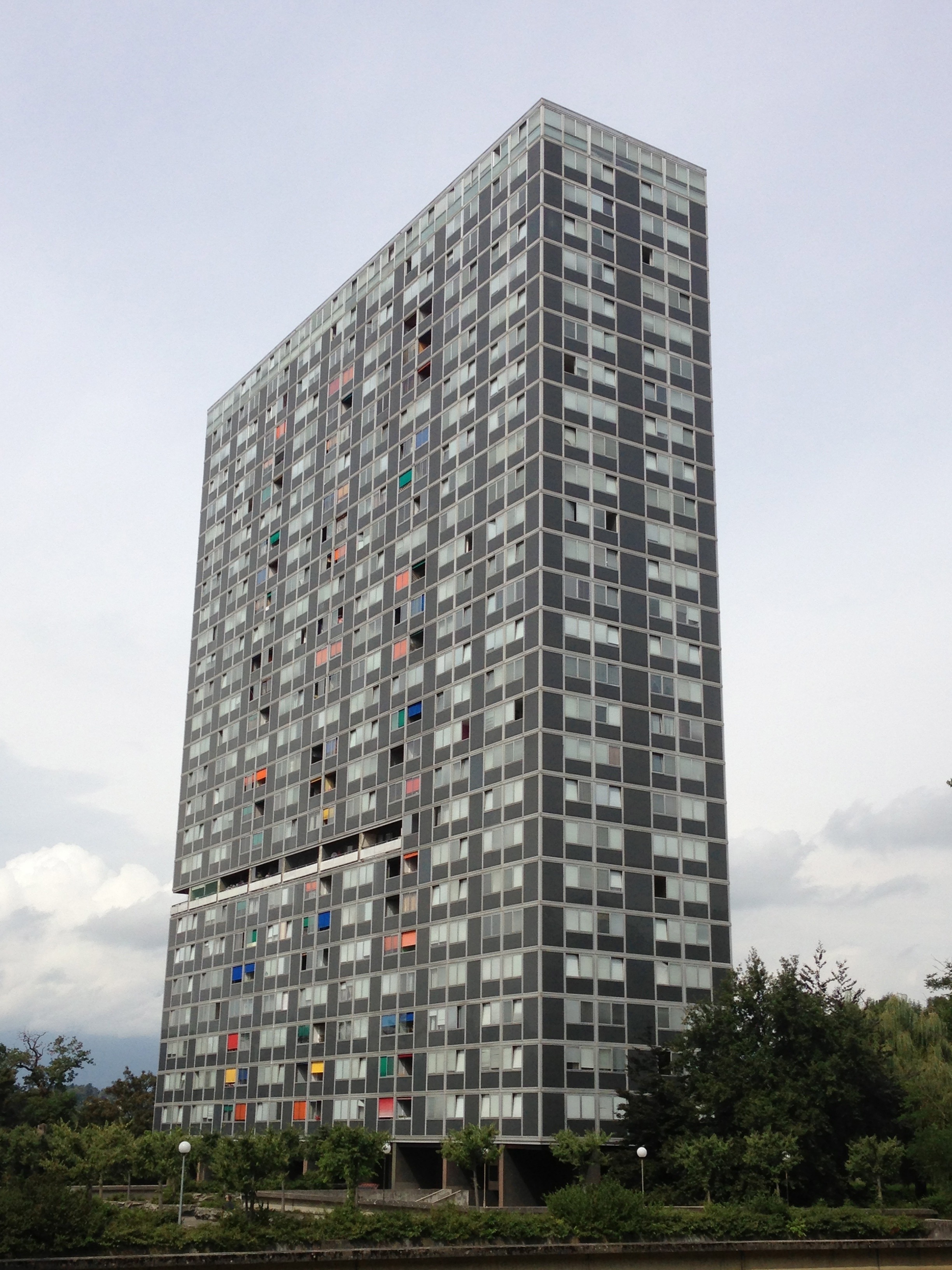
Vue latérale de la petite tour

L'innovation s'exprime dans les techniques de construction : chaque unité d'habitation est constituée sur une infrastructure traditionnelle grâce à des structures en tôle d'acier dans lesquelles les murs et parois sont moulés. D'autres éléments du chantier sont livrés entièrement terminés : chauffage, électricité, sanitaires, ventilation, etc.

## Urbanisme
La cité constitue un évènement urbanistique par son gigantisme et son modernisme. Le Lignon est composé de 84 allées au total. Emblèmes du quartier, ses deux tours sont constituées de 26 et 30 étages. En dehors des tours, les allées sont composées de 15 étages. La plus haute tour est équipée de deux piscines situées sur le toit et destinées aux habitants. Culminant à 91 mètres de hauteur, elle est le plus haut bâtiment du canton de Genève et le sixième plus haut de Suisse. 
Les architectes dirigés par Georges Addor ont imaginé un bâtiment d'un seul tenant formant une ligne brisée de 1 065 mètres de long et composé d'appartements traversants. Bien qu'il soit construit en forme de « Y », ce bâtiment a figuré dans une édition du livre Guinness des records comment étant le bâtiment le plus long du monde[réf. nécessaire]. On notera que trois arrêts de bus ont été installés pour ce seul bâtiment. Sa structure semi-linéaire permet d'offrir un maximum d'ensoleillement aux habitants grâce à la double orientation de chaque appartement. Ce concept limite également la superficie bâtie (seulement 8 % de la superficie de la cité).
On trouve également dans la cité une école, deux églises, un centre commercial, offrant de nombreux services aux habitants, un club de boxe, un centre médical, un centre sportif, un centre pour jeunes (La Carambole), un club des aînés et un Jardin Robinson. Elle est reliée à Genève et Vernier par les Transports publics genevois à travers la ligne de trolleybus 7 et par les lignes de bus 9, 28 et 51.

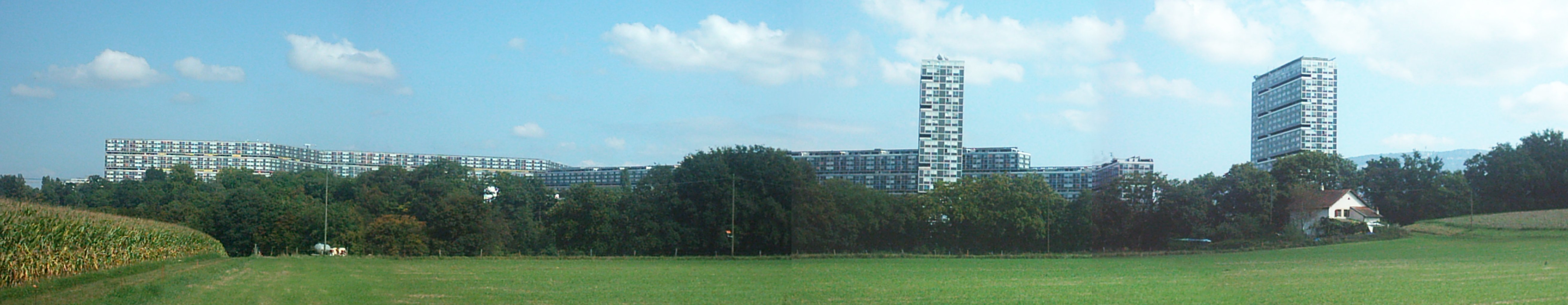
Panorama du Lignon depuis Loëx

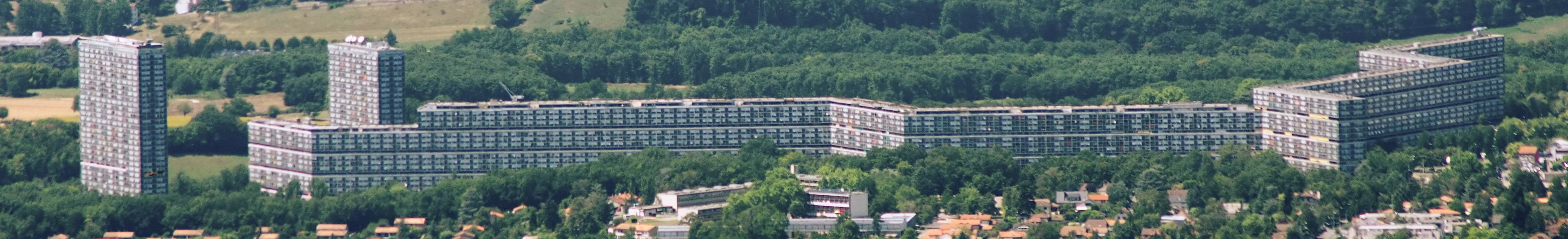
Panorama du Lignon depuis le Salève

## Cadre naturel

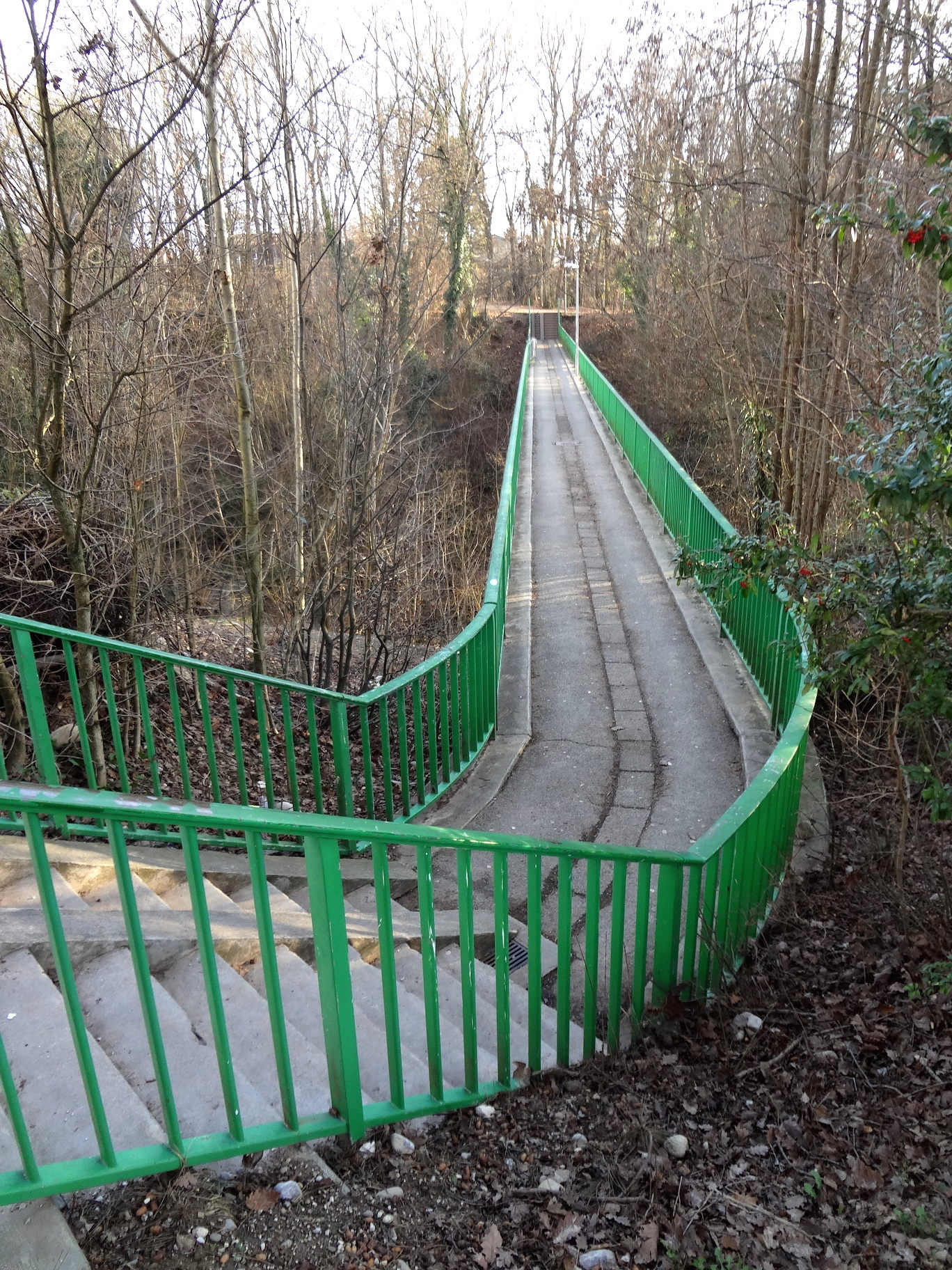
Passerelle sur le nant des Grebattes.

La cité domine un méandre du Rhône et se trouve reliée au village de Loëx par la passerelle du Lignon. Le nant des Grebattes, qui coule au sud du quartier et le sépare d'Aïre, a une faible valeur écologique en raison de la pression humaine. Il a toutefois fait l'objet en 2004 d'un projet de renaturation.
La faible emprise au sol des immeubles a permis l'aménagement de nombreux espaces verts ainsi que la préservation du patrimoine forestier le long du Rhône et du nant des Grebattes. Cela a permis le développement d'une biodiversité variée, créant un impact durable et visible sur la vie sociale du quartier.